# Severino Dadá
Severino Dadá (Pedra, PE, 17 de novembro de 1941) é um editor brasileiro de cinema.

## Biografia
Severino de Oliveira Souza, ou Severino Dada, é considerado um dos principais e mais criativos montadores e editores de som do cinema brasileiro. Trabalhou em mais de 300 filmes entre longas, curtas e média-metragens para o cinema nacional e internacional, ao lado de diretores consagrados como Nélson Pereira dos Santos, Rosemberg Cariry, Rogério Sganzerla e Neville de Almeida. Entre 1958 e 1968, trabalhou como radialista em Pernambuco. Em 1969, iniciou sua carreira cinematográfica, desempenhando diversas funções técnicas. A partir de 1973 dedicou-se à montagem e edição de som. Nas décadas de 70, 80 e 90, Dadá participou da resistência política e cultural trabalhando em filmes ligados às lutas e manifestações artísticas populares e à defesa das questões indígenas e afro-brasileiras.
Durante a retomada do cinema brasileiro, montou dois longas-metragens no ano de 1996: O Lado Certo da Vida Errada, de Octávio Bezerra, e Corisco e Dadá, de Rosemberg Cariry. Dadá atuou em vários gêneros cinematográficos, transitando do cinema marginal à pornochanchada, o que lhe rendeu inúmeros prêmios no país, e o transformou numa figura histórica do cinema nacional, apelidado de “Cangaceiro da Moviola”.
A partir de janeiro de 2010 a Secretaria Municipal de Cultura de Pedra, sua cidade natal, passou a homenageá-lo com o Festival Severino Dadá de Cinema, parte integrante do calendário local de eventos. Também está sendo preparado um documentário sobre Dadá sob direção de Luiz Alberto Rocha. Atualmente está montando o longa-metragem Strovengah, primeiro do jovem diretor André Sampaio, seu filho, já várias vezes premiado por seus curtas-metragens a exemplo de Tira os Óculos e Recolhe o Homem, que apresenta uma situação passada entre os sambistas Moreira da Silva e Jards Macalé, no início dos anos 70 e Estafeta, documentário sobre o cineasta Luiz Paulino.

## Filmografia como diretor
- 2005 - Memórias da Glória
- 2003 - Geraldo José, O Som Sem Barreiras - Prêmios recebidos:
  - -Festival Internacional É Tudo Verdade(São Paulo/Rio de Janeiro/Brasília)>Prêmio Aquisição da TV-Cultura-SP.
  - -Festival Cinesul(Rio de Janeiro/São Paulo/Brasília) Melhor Documentário Brasileiro pelo juri popular.
  - -Festival Guarnicê-Maranhão>Melhor Trilha Musical para Carlos Malta.
  - -Jornada Internacional de Cinema da Bahia - Prêmio Especial do Juri - Jornada 30 anos.
  - -Prêmio Especial para Geraldo José pelo conjunto da obra.
  - -Mostra Internacional do Filme Etnográfico-RJ - Prêmio estímulo concedido pela SAV-Sacretaria do Audio-Visual do Ministério da Cultura.

## Filmografia como editor
- 2008 - Suite Bahia - A Trajetória de Aguinaldo "Siri" Azevedo
- 2008 - Tira os Óculos e Recolhe o Homem (curta-metragem)
- 2004 - Aldir Blanc - Dois pra Lá, Dois pra Cá Media-metragem
- 2002 - Lua Cambará - Nas Escadarias do Palácio
- 1999 - Milagre em Juazeiro
- 1999 - O Último Dia de Sol (curta-metragem)
- 1998 - Castelos de Vento (curta-metragem)
- 1998 - Milton da Costa - Íntimas Construções (curta-metragem)
- 1998 - Polêmica (curta-metragem)
- 1996 - Corisco & Dadá
- 1996 - O Lado Certo da Vida Errada
- 1996 - O Capeta Carybé (curta-metragem)
- 1994 - O País do Carnaval (curta-metragem)
- 1992 - A Dívida da Vida
- 1991 - Matou a Família e Foi ao Cinema
- 1990 - A Linguagem de Orson Welles (curta-metragem)
- 1989 - Guerras de Alecrim e Manjerona (curta-metragem)
- 1988 - O Último Bolero no Recife (curta-metragem)
- 1988 - Trajetória do Frevo (curta-metragem)
- 1988 - Uma Avenida Chamada Brasil
- 1988 - A Lei do Boi
- 1988 - Ângelo Roberto
- 1988 - Kultura - Tá na Rua (curta-metragem)
- 1988 - Linguagem Orson Welles
- 1988 - Abolição
- 1987 - Evocações... Nélson Ferreira
- 1987 - O Bandido da Sétima Luz
- 1987 - Memória Viva
- 1987 - Evocações ... Nelson Ferreira
- 1987 - Mercadores de São José
- 1986 - Nem Tudo é Verdade
- 1986 - Amigo Péricles
- 1986 - Estrelas de Celulóide
- 1986 - Sulanca
- 1985 - Contra Força Não Há Resistencia
- 1984 - A Boca do Prazer
- 1983 - A Longa Noite do Prazer
- 1983 - Estranho Jogo do Sexo
- 1983 - Um Sedutor Fora de Série
- 1983 - A Longa Noite do Prazer
- 1983 - Lutas e Vidas
- 1983 - Ikatena (Vamos Caçar) (curta-metragem)
- 1982 - Banquete das Taras
- 1982 - Os Três Palhaços e o Menino
- 1982 - Terra, A Medida do Ter
- 1981 - Dia de Alforria, Aniceto do Império (curta-metragem)
- 1981 - Lívio Abramo - Gravuras (curta-metragem)
- 1980 - Mulher de Programa
- 1980 - Insônia
- 1980 - Boi de Prata
- 1980 - Pálacio Monroe, Ruínas do Passado (curta-metragem)
- 1980 - O Clóvis na Zona Norte (curta-metragem)
- 1979 - Scliar, O Homem e Sua Cultura (curta-metragem)
- 1979 - Água Vira Sal lá na Salina (curta-metragem)
- 1978 - Queima de Arquivo (curta-metragem)
- 1978 - Paulo Moura (curta-metragem)
- 1978 - Meu Glorioso São Cristovão (curta-metragem)
- 1977 - Tenda dos Milagres
- 1977 - Um Brasileiro Chamado Rosaflor
- 1977 - Na Ponta da Faca
- 1976 - Os Carabineiros do Vale
- 1976 - Caieiras Velhas (curta-metragem)
- 1975 - Assuntina das Amerikas
- 1975 - Luciana, A Comerciária
- 1974 - O Amuleto de Ogum
- 1973 - Mestre Ismael - (curta-metragem)

## Assistência em edição
- 1976 - Soledade, a Bagaceira

## Filmografia como Técnico/Editor de Som
- 1983 - Ninfetas do Sexo Selvagem
- 1980 - Os sete Gatinhos
- 1979 - Só Restam as Estrelas
- 1979 - Uma Cama para Três
- 1978 - As Aventuras de J.S. Brown
- 1978 - Se Segura Malandro
- 1976 - Marcados Para Viver
- 1976 - Ibrahim do Subúrbio
- 1975 - As Aventuras Amorosas de um Padeiro
- 1974 - O Forte

## Filmografia como ator
- 2005 - Que Cavação é Essa?
- 1977 - Tenda dos Milagres
- 1976 - Ladrões de Cinema
- 1976 - Um Brasileiro Chamado Rosaflor
- 1974 - Os Amores de um Fantoche

## Prêmios, Indicações e Homenagens
*2009 - IIº Festival de Cinema de Triunfo (PE)Menção honrosa pelos serviços prestados ao  cinema brasileirorecebeu o troféu CARETAS.
*2008 - VºFest Aruanda do Audiovisual Universitário Brasileiro - Homenageado pelo conjunto da obra recebeu o troféu ARUANDA.
*2005 - RECINE - Festival Internacional de Cinema de Arquivo - Melhor Montagem com o filme "Memórias da Glória" direção Severino Dadá.
*2000 - Festival de Recife - Cine-PE - Melhor Montagem - "Milagre em Juazeiro" direção Wolney Oliveira
*1996 - Festival de HavanaPrêmio Coral de Edição - Melhor Edição por Corisco e Dadá.
*1996 - Cine Ceará - Melhor Montagem pelo curta-metragem "Capeta Caribé" direção Agualdo "siri" Azevedo.
*1996 - Festival de Brasília - Melhor Montagem pelo curta-metragem "Capeta Caribé" direção Agualdo "siri" Azevedo.
*1987 - Festival de Gramado - Troféu Kikito Melhor Montagem do filme "Nem Tudo é Verdade"   direção Rogério Sganzerla.